# 姫野昌治
姫野 昌治（ひめの しょうじ、1952年4月4日 -  ）は、日本の経営者。大分銀行頭取を務めた。

## 来歴・人物
大分県出身。1973年に慶應義塾大学経済学部を卒業し、同年に大分銀行に入行した。2005年6月に取締役に就任し、2006年6月に常務、2008年6月に専務を経て、2010年4月には頭取に就任。2016年4月に会長に就任。